# Arensnuphis
Arensnuphis is een god uit de Koesjitische en Egyptische mythologie. 

## Naam
De god stond bekend onder de Egyptenaren en Koesjieten als “iri-hms-nfr” oftewel Iryhemesnefer en dit is vergriekst naar Arensnuphis. Zijn naam betekent: “De goede metgezel”.

## Geschiedenis
De god werd voor het eerst geattesteerd in Musawwarat el-Sufra, in het koninkrijk Koesj in Nubië rond de derde eeuw voor Christus. Het geloof werd verspreid in het Nubische gedeelte dat door Egypte werd gecontroleerd.

## Verering
Zijn rol in de Koesjitische mythologie is tot nu toe onbekend. De god werd afgebeeld als een leeuw en als een mens. In menselijke gedaante had hij een kroon van veren op en was hij bewapend met een speer. 
In Dendur te Nubië werd de god als metgezel genoemd van de godin Isis. In Philae kreeg de god dezelfde rol toebedeeld. In Oud-Egyptische religie werd de god gelijkgesteld aan Anhur en Sjoe. 
Aker · Amaoenet · Ammit · Amenhotep, zoon van Hapoe · Amon · Amon-Re · Amset · Anat · Andjeti · Anhoer · Anubis · Anoeket · Apedemak · Apepi · Apis · Arensnuphis · Astarte · Atoem · Aton · Baäl · Baälat · Bat · Banebdjedet · Bastet · Benben · Benoe · Bes · Buchis · Chentiamentioe · Chepri · Chons · Doeamoetef · Geb · Hapy (Nijlgod) · Hapy (zoon van Horus) · Harmachis · Harpocrates · Hathor · Hatmehyt · Heh en Hehet · Heka · Heket · Herisjef · Hesat · Horus · Hoe · Iaret · Imhotep · Ishtar · Isis · Isis-Sothis · Kebehsenoef · Kek · Chnoem · Maät · Mandulis · Mentoe · Meretseger · Mesechenet · Min · Miysis · Mnevis · Moet · Naoenet · Nechbet · Nechen en Pe · Nefertem · Neith · Nennoe · Nephthys · Noen · Noet · Osiris · Pachet · Ptah · Qetesh · Ra · Renenoetet · Renpit · Resjef · Satet · Sechmet · Selket · Serapis · Sesjat · Seth · Sjoe · Sobek · Sokaris · Sopdet · Ta-Bitjet · Tabh · Tatenen · Taweret · Tefnoet · Thoth · Wadjet · Wepwawet · Werethekaoe ·